# Chloeres illidgei
Chloeres illidgei är en fjärilsart som beskrevs av Lucas 1890. Chloeres illidgei ingår i släktet Chloeres och familjen mätare. Inga underarter finns listade i Catalogue of Life.